# Banalitet
 Denne artikel bør gennemlæses af en person med fagkendskab for at sikre den faglige korrekthed.

En banalitet betegner noget, som er kedeligt og uoriginalt – altså det modsatte af originalt, interessant og stimulerende. Man siger også, at noget er banalt. Udtrykket anvendes ofte i forbindelse med popmusik, der trods ordets negative konnotationer vedbliver at holde mange fanget. Politikens Nudansk Ordbog skriver om ordet: "noget som er yderst almindeligt og derfor uinteressant".
Banalt betyder i bund og grund at noget er simpelt.

## Banalitetstesten
Et udsagn er banalt, såfremt ingen ville sige det modsatte.
Hvis testen anvendes, vil en betydelig del af dagligdags kommunikation kunne betegnes som banal. Det samme gælder udsagn med en del overvejelser bag. Eksempelvis politiske programmer, strategier og visions-dokumenter. De udtrykker kun de positive tilvalg, mens de implicitte fravalg ikke nævnes. Da der er tale om fravalg, er der ikke tale om banaliteter i egentlig forstand.
I tegneserien Egoland lanceres en alternativ version af testen:
Et udsagn er banalt, såfremt alle siger det samme.